# Droga wojewódzka 669
Die Droga wojewódzka 669 (DW 669) ist eine einen Kilometer lange Droga wojewódzka (Woiwodschaftsstraße) in der polnischen Woiwodschaft Podlachien, die die Droga krajowa 8 und die Droga krajowa 65 in Białystok verbindet. Die Strecke liegt in der Kreisfreien Stadt Białystok.

## Streckenverlauf
Woiwodschaft Podlachien, Kreisfreie Stadt Białystok
-  Białystok (Bjelostock) (S 8, DK 8, DK 19, DK 65, DW 675, DW 675, DW 676, DW 678)